# Pakorn Nemitrmansuk
Pakorn Nemitrmansuk (né en 1975) est un architecte thaïlandais connu comme l'un des meilleurs joueurs de Scrabble anglophone de Thaïlande. Il a notamment remporté le championnat du monde en 2009,. Nemitrmansuk a participé au championnat du monde six fois entre 1999 et 2011 et est arrivé second en 2003 et 2005,.
Au championnat 2009 organisé en Malaisie, Nemitrmansuk a remporté 18 parties sur les 24 premières rondes, ce qui l'a qualifié pour une finale au meilleur des cinq parties contre Nigel Richards, qu'il a remportée par trois parties à une.